# ФК Рудар Бор
ФК Рудар Бор је био српски фудбалски клуб из Бора. Основан је 1942. године. Боје су му биле зелена, црна и бела. Клуб је угашен 2014 године.

## Историја
Основан је 1942. године као СК Рудар, без обзира што се играо само фудбал. Оснивачи клуба су били тадашњи председник Бора Богосав Мијатовић, Никола Миладиновић, Адолф Мачек и други. Тада је БСК Бор био успешнији од овог клуба, али је зато Рудар био други по успеху у оквиру Зајечарског и Борског округа. Победили су 1942. године тада познатијиег Хајдук Вељка из Неготина са 7:2. У новије време, највећи успех клуба је био пласман у Другу савезну лигу за сезону 2000/01, али су одустали од такмичења. Клуб је престао са радом 2014 године.

## Хронологија имена
- 1942: ФК Рудар Бор
- 1975: ФК Јама Бор
- 1988-2014: ФК Рудар Бор

## Ривалитет саБором
Градски ривал Рудара из Бора је ФК Бор. Утакмице између ова два тима са правом носе епитет градског дербија и увек окупљају много гледаоца.

## Навијачи
Навијачка група се зове Камарати. Основана је 2004. године.